# Stuartina
Stuartina es un género de plantas con flores perteneciente a la familia de las asteráceas. Comprende 3 especies descritas y de estas, solo 2  aceptadas. Es originario de Australia.

## Taxonomía
El género fue descrito por Otto Wilhelm Sonder   y publicado en Linnaea25: 521. 1852[1853]. 	La especie tipo es: Stuartina muelleri Sond.
Etimología
Stuartina: nombre genérico otorgado en honor de Charles Stuart, 1802-77,botánico recolector en  Tasmania y Nueva Gales del Sur.

## Especies
A continuación se brinda un listado de las especies del género Stuartina aceptadas hasta agosto de 2012, ordenadas alfabéticamente. Para cada una se indica el nombre binomial seguido del autor, abreviado según las convenciones y usos.
- Stuartina hamata Philipson
- Stuartina muelleri Sond.